# Anfelden (Oberdachstetten)
Anfelden ist ein Gemeindeteil der Gemeinde Oberdachstetten im Landkreis Ansbach (Mittelfranken, Bayern). Die Gemarkung Anfelden hat eine Fläche von 3,331 km². Sie ist in 386 Flurstücke aufgeteilt, die eine durchschnittliche Fläche von 8630,57 m² haben.

## Geografie
Das Dorf befindet sich am südlichen Rand der Frankenhöhe. Durch den Ort fließt der Grundgraben, ein rechter Zufluss des Egelbachs, der wiederum ein rechter Zufluss der Fränkischen Rezat ist. 1 km südlich im Waldgebiet Löchlein erhebt sich der Landsknecht (526 m ü. NHN). 0,5 km westlich liegen die Waldgebiete Kohlbrunnenschlag und Dachsschlag, 0,5 km nördlich der Hartschlag. Zwischen Hartschlag und Kohlbrunnenschlag befindet sich das Naturschutzgebiet Weiherboden.
Die Staatsstraße 2245 führt nach Oberdachstetten zur B 13 (1,3 km östlich) bzw. an Oberhegenau vorbei zur Staatsstraße 2250 bei Unterfelden (5,5 km südlich). Eine Gemeindeverbindungsstraße führt ebenfalls zur B 13 (1 km nördlich).

## Geschichte
Der Ort wurde 1291 als „Anevelth“ erstmals urkundlich erwähnt.
Gegen Ende des 18. Jahrhunderts gab es in Anfelden 22 Anwesen (1 Hof, 6 Halbhöfe, 9 Köblergüter, 1 Söldengütlein, 2 halbe Köblergüter, 2 Leerhäuser, 1 Wirtschaft) und ein Gemeindehirtenhaus. Das Hochgericht übte das brandenburg-ansbachische Hofkastenamt Ansbach aus. Die Dorf- und Gemeindeherrschaft und die Grundherrschaft über alle Anwesen hatte das Stiftsamt Ansbach. Es gab 20 Untertansfamilien.
Von 1797 bis 1808 unterstand der Ort dem Justiz- und Kammeramt Ansbach.
1806 kam Anfelden an das Königreich Bayern. Im Rahmen des Gemeindeedikts wurde Anfelden dem 1808 gebildeten Steuerdistrikt Oberdachstetten und der 1810 gegründeten Ruralgemeinde Oberdachstetten zugeordnet. Mit dem Zweiten Gemeindeedikt (1818) entstand die Ruralgemeinde Anfelden. Sie war in Verwaltung und Gerichtsbarkeit dem Landgericht Leutershausen zugeordnet und in der Finanzverwaltung dem Rentamt Colmberg. Von 1862 bis 1879 gehörte Anfelden zum Bezirksamt Ansbach, von 1880 bis 1972 zum Bezirksamt Rothenburg ob der Tauber (1939 in Landkreis Rothenburg ob der Tauber umbenannt). Die Gerichtsbarkeit blieb beim Landgericht Leutershausen, ab 1880 war das Amtsgericht Rothenburg ob der Tauber zuständig, das seit 1973 eine Zweigstelle des Amtsgerichtes Ansbach ist. Die Finanzverwaltung wurde 1880 vom Rentamt Rothenburg ob der Tauber übernommen (1919 in Finanzamt Rothenburg ob der Tauber umbenannt), das seit 1973 eine Zweigstelle des Finanzamtes Ansbach ist. Die Gemeinde hatte eine Gebietsfläche von 3,357 km².
Am 1. Juli 1972 wurde die Gemeinde im Zuge der Gebietsreform in Bayern nach Oberdachstetten eingemeindet und kam zugleich an den Landkreis Ansbach.

### Baudenkmäler
- Haus Nr. 8: eingeschossiges Fachwerkwohnstallhaus, Krüppelwalm, 18. Jahrhundert[15]
- Kelleranlage bei Haus Nr. 30: Quadermauerwerk, Eingänge 18./19. Jahrhundert[15]
- Zwei Steinkreuze in Richtung Oberfelden und an der Straßenkreuzung Anfelden-Oberfelden-Poppenbach: spätmittelalterlich, Sandstein.[15][16]

### Bodendenkmäler
In der Gemarkung Anfelden gibt es zwei Bodendenkmäler.

### Einwohnerentwicklung
| Jahr      | 1818   | 1840   | 1852   | 1855   | 1861   | 1867   | 1871   | 1875   | 1880   | 1885   | 1890   | 1895   | 1900   | 1905   | 1910   | 1919   | 1925   | 1933   | 1939   | 1946   | 1950   | 1952   | 1961   | 1970   | 1987   | 2006 | 2015   | 2019   |
| Einwohner | 125    | 115    | 134    | 128    | 112    | 109    | 114    | 121    | 120    | 131    | 119    | 113    | 125    | 124    | 128    | 128    | 122    | 104    | 121    | 183    | 188    | 179    | 113    | 101    | 92     | 97   | 95     | 111    |
| Häuser    | 27     | 25     |        |        |        |        | 26     |        |        | 25     | 25     |        | 26     |        |        |        | 24     |        |        |        | 24     |        | 23     |        | 24     |      |        |        |
| Quelle    | [ 18 ] | [ 19 ] | [ 20 ] | [ 20 ] | [ 21 ] | [ 22 ] | [ 23 ] | [ 24 ] | [ 25 ] | [ 26 ] | [ 27 ] | [ 28 ] | [ 29 ] | [ 28 ] | [ 30 ] | [ 28 ] | [ 31 ] | [ 28 ] | [ 28 ] | [ 28 ] | [ 32 ] | [ 28 ] | [ 12 ] | [ 33 ] | [ 34 ] |      | [ 35 ] | [ 36 ] |

## Religion
Der Ort ist seit der Reformation evangelisch-lutherisch geprägt und bis heute nach St. Bartholomäus (Oberdachstetten) gepfarrt. Die Einwohner römisch-katholischer Konfession sind nach St. Johannis (Rothenburg ob der Tauber) gepfarrt.